# Nikola Ninković
Nikola Ninković (in serbo Никола Нинковић?; Bogatić, 19 dicembre 1994) è un calciatore serbo, ala o attaccante del Tekstilac Odžaci.
Nel 2014 è stato inserito nella lista dei migliori giovani nati dopo il 1993 stilata da Don Balón.

## Carriera

### Club

#### Partizan
L'11 luglio 2011, insieme a Lazar Marković, firma il suo primo contratto da professionista, un quinquennale, con il Partizan Belgrado. Il 19 luglio successivo ottiene il suo esordio nella gara di ritorno del secondo turno di qualificazione di Champions League, sostituendo Zvonimir Vukić, contro lo Shkëndija. Il debutto nella massima serie serba arriva il 31 marzo 2012 contro il Rad. Il 20 maggio successivo vince il suo primo titolo da professionista poiché la sua squadra si piazza al primo posto nel campionato serbo. Alla conclusione della sua prima stagione da professionista totalizza 7 presenze.
L'11 agosto 2012, all'inizio della sua seconda stagione con la maglia del Partizan, firma il suo primo gol, nella vittoria per 7-0 contro il BSK Borča. Il 4 ottobre successivo, in occasione della sconfitta, per 2-0, contro i russi del Rubin Kazan', disputa la sua prima partita nella fase a gironi di Europa League, tale partita viene considerata la prima partita ufficiale in campo internazionale per il centrocampista serbo, poiché le partite di qualificazione non vengono calcolate dalla UEFA. Il 26 maggio 2013 vince nuovamente il campionato serbo, il secondo in due anni da quando gioca da professionista. In questa stagione mette insieme un bottino di 27 presenze e 4 reti.
Il 30 ottobre 2013, durante la terza stagione nel Partizan, mette a segno la sua prima doppietta in carriera; Ninković chiude la partita, di Kup Srbije contro il Radnički Niš, firmando il momentaneo 2-0 ed il 3-0 finale. Il 28 maggio 2014 lui e la sua squadra non riescono a vincere il terzo campionato di seguito poiché si piazzano al secondo posto, con un solo punto di differenza, dietro ai campioni della Stella Rossa. La stagione si conclude con un totale di 26 presenze e 4 reti.
Il 22 luglio 2014 sigla la sua prima rete in campo internazionale, in occasione della partita di ritorno, valida per la qualificazione al turno successivo per la Champions League, vinta per 3-1 contro l'HB. Il 3 maggio 2015 supera il suo record personale di marcature messe a segno in una singola stagione, firmando la quinta rete stagionale in occasione della trasferta vinta, per 0-4, contro la Vojvodina. Sei giorni più tardi si supera ulteriormente poiché mette a segno il sesto gol stagionale, tale gol permette di superare lo Soartak Subotica proprio per 1-0. Il 20 maggio 2015 perde la finale di Coppa di Serbia, poiché lui e la sua squadra vengono battuti, per 1-0, dal Fudbalski Klub Čukarički Stankom. Fortunatamente quattro giorni più tardi arriva la vittoria del campionato, il terzo per il centrocampista serbo. La stagione si conclude con un totale di 38 presenze e 6 reti.
Il 21 luglio 2015, in occasione della partita di qualificazione alla Champions League 2015-2016 contro i georgiani del Dila Gori, partita poi vinta per 0-2, disputa la sua 100ª partita con la maglia dei crno-beli. Dopo essere stato espulso in occasione dell'ultima giornata di campionato dell'edizione 2014-2015, torna in campo il 25 luglio mettendo a segno uno dei sei gol inflitti al Jagodina. Il 21 novembre 2015 mette a segno la sua prima doppietta nel campionato serbo in occasione della partita casalinga, vinta per 3-0, contro il Novi Pazar.

#### Chievo, Genoa e il prestito all'Empoli
Il 1º febbraio 2016 viene ufficializzato il suo trasferimento, a titolo definitivo, al club italiano del Chievo. L'esordio arriva il 20 aprile successivo in occasione della vittoria casalinga, per 5-1, contro il Frosinone. Tale presenza risulta essere l'unica in tutta la stagione.
La sua esperienza al Chievo dura solo 6 mesi poiché il 1º luglio 2016 si trasferisce, a titolo definitivo, al Genoa. L'esordio con la maglia rossoblu arriva il 2 ottobre successivo in occasione della trasferta vinta, per 0-1, contro il Bologna. Il 25 ottobre 2016, in occasione della vittoria casalinga contro il Milan per 3-0, segna la sua prima rete in Serie A. Conclude la sua prima stagione con la maglia del Grifone con un bottino di 19 presenze e 3 reti.
Il 31 agosto 2017 viene ceduto, a titolo temporaneo, all'Empoli militante in Serie B. L'esordio arriva il 9 settembre successivo nella trasferta pareggiata, per 3-3, contro il Palermo. Sette giorni più tardi mette a segno anche la sua prima marcatura in Serie B in occasione della vittoria casalinga, per 3-0, contro l'Ascoli. Il 28 aprile 2018, con quattro turni di anticipo, lui e i suoi compagni di squadra si aggiudicano la Serie B 2017-2018 riportando gli azzurri nel massimo campionato italiano solo dopo un anno la retrocessione.

#### Ascoli
Il 17 agosto 2018 viene ceduto a titolo definitivo all'Ascoli. L'esordio arriva il 26 agosto successivo in occasione del pareggio interno, per 1-1, contro il Cosenza. Il 25 settembre timbra il suo primo gol con la maglia dell'Ascoli, in occasione della trasferta pareggiata, per 1-1, contro la Salernitana.

#### Brescia
Il 1º febbraio 2021 rescinde con l'Ascoli e viene acquistato a titolo definitivo dal Brescia, col quale rescinde dopo pochi mesi senza aver mai ottenuto l’idoneità sportiva.

#### Proleter Novi Sad e Borac Banja Luka
Il 17 settembre 2021, il giocatore serbo tornerà in patria firmando per il Proleter Novi Sad. Durante la sua permanenza, ha totalizzato 17 presenze e 2 reti.
Il 21 agosto 2022, Ninković ha firmato per il Borac Banja Luka, militante nella massima serie della Bosnia ed Erzegovina.

### Nazionale
Firma l'unico gol della nazionale serba, nel Campionato europeo di calcio Under-19 2012, il 6 luglio del 2012, nella sconfitta per 2-1 contro i pari età dell'Inghilterra.

## Statistiche

### Presenze e reti nei club
Statistiche aggiornate al 3 maggio 2025.
| Stagione                 | Squadra                  | Campionato               | Campionato | Campionato | Coppe nazionali | Coppe nazionali | Coppe nazionali | Coppe continentali | Coppe continentali | Coppe continentali | Altre coppe | Altre coppe | Altre coppe | Totale | Totale |
| Stagione                 | Squadra                  | Comp                     | Pres       | Reti       | Comp            | Pres            | Reti            | Comp               | Pres               | Reti               | Comp        | Pres        | Reti        | Pres   | Reti   |
| ------------------------ | ------------------------ | ------------------------ | ---------- | ---------- | --------------- | --------------- | --------------- | ------------------ | ------------------ | ------------------ | ----------- | ----------- | ----------- | ------ | ------ |
| 2011-2012                | Partizan                 | SL                       | 4          | 0          | CS              | 1               | 0               | UCL+UEL            | 2+0                | 0                  |             | -           | -           | 7      | 0      |
| 2012-2013                | Partizan                 | SL                       | 21         | 4          | CS              | 1               | 0               | UCL+UEL            | 3+2                | 0                  | -           | -           | -           | 27     | 4      |
| 2013-2014                | Partizan                 | SL                       | 19         | 2          | CS              | 2               | 2               | UCL+UEL            | 3+2                | 0                  | -           | -           | -           | 26     | 4      |
| 2014-2015                | Partizan                 | SL                       | 23         | 4          | CS              | 5               | 1               | UCL+UEL            | 4+6                | 1+0                | -           | -           | -           | 38     | 6      |
| 2015-gen. 2016           | Partizan                 | SL                       | 14         | 3          | CS              | 1               | 0               | UCL+UEL            | 3+5                | 0                  | -           | -           | -           | 23     | 3      |
| Totale Partizan          | Totale Partizan          | Totale Partizan          | 81         | 13         |                 | 10              | 3               |                    | 30                 | 1                  |             | -           | -           | 121    | 17     |
| gen.-giu. 2016           | Chievo                   | A                        | 1          | 0          | CI              | 0               | 0               | -                  | -                  | -                  | -           | -           | -           | 1      | 0      |
| 2016-2017                | Genoa                    | A                        | 17         | 2          | CI              | 2               | 1               | -                  | -                  | -                  | -           | -           | -           | 19     | 3      |
| ago. 2017                | Genoa                    | A                        | 0          | 0          | CI              | 1               | 0               | -                  | -                  | -                  | -           | -           | -           | 1      | 0      |
| Totale Genoa             | Totale Genoa             | Totale Genoa             | 17         | 2          |                 | 3               | 1               |                    | -                  | -                  |             | -           | -           | 20     | 3      |
| ago. 2017-2018           | Empoli                   | B                        | 20         | 4          | CI              | 0               | 0               | -                  | -                  | -                  | -           | -           | -           | 20     | 4      |
| 2018-2019                | Ascoli                   | B                        | 31         | 6          | CI              | 0               | 0               | -                  | -                  | -                  | -           | -           | -           | 31     | 6      |
| 2019-2020                | Ascoli                   | B                        | 31         | 9          | CI              | 1               | 0               | -                  | -                  | -                  | -           | -           | -           | 32     | 9      |
| 2020-feb. 2021           | Ascoli                   | B                        | 0          | 0          | CI              | 0               | 0               | -                  | -                  | -                  | -           | -           | -           | 0      | 0      |
| Totale Ascoli            | Totale Ascoli            | Totale Ascoli            | 62         | 15         |                 | 1               | 0               |                    | -                  | -                  |             | -           | -           | 63     | 15     |
| feb.-giu. 2021           | Brescia                  | B                        | 0          | 0          | CI              | 0               | 0               | -                  | -                  | -                  | -           | -           | -           | 0      | 0      |
| 2021-2022                | Proleter Novi Sad        | SL                       | 18         | 2          | CS              | 0               | 0               | -                  | -                  | -                  | -           | -           | -           | 18     | 2      |
| 2022-2023                | Borac Banja Luka         | PL                       | 20         | 3          | CB              | 2               | 0               | -                  | -                  | -                  | -           | -           | -           | 22     | 3      |
| lug.-dic. 2023           | T'orp'edo Kutaisi        | EL                       | 13         | 5          | CG              | 2               | 0               | UECL               | 0                  | 0                  | -           | -           | -           | 15     | 15     |
| 2024                     | T'orp'edo Kutaisi        | EL                       | 24         | 5          | CG              | 0               | 0               | UECL               | 3                  | 0                  | SG          | 2           | 1           | 29     | 6      |
| Totale T'orp'edo Kutaisi | Totale T'orp'edo Kutaisi | Totale T'orp'edo Kutaisi | 37         | 10         |                 | 2               | 0               |                    | 3                  | 0                  |             | 2           | 1           | 44     | 11     |
| mar.-giu. 2025           | Tekstilac Odžaci         | SL                       | 6          | 1          | CS              | 0               | 0               | -                  | -                  | -                  | -           | -           | -           | 6      | 1      |
| Totale carriera          | Totale carriera          | Totale carriera          | 262        | 50         |                 | 18              | 4               |                    | 33                 | 1                  |             | 2           | 1           | 315    | 56     |

## Palmarès

### Club

#### Competizioni nazionali
- Campionato serbo: 3

Partizan: 2011-2012, 2012-2013, 2014-2015
- Campionato italiano di Serie B: 1

Empoli: 2017-2018
- Supercoppa di Georgia: 1

T'orp'edo Kutaisi: 2024